# Матеуш Бартель
Матеуш Бартель (пол. Mateusz Bartel, нар. 3 січня 1985 у Варшаві) — Польський шахіст, Гросмейстер від 2005 року.

## Шахова кар'єра

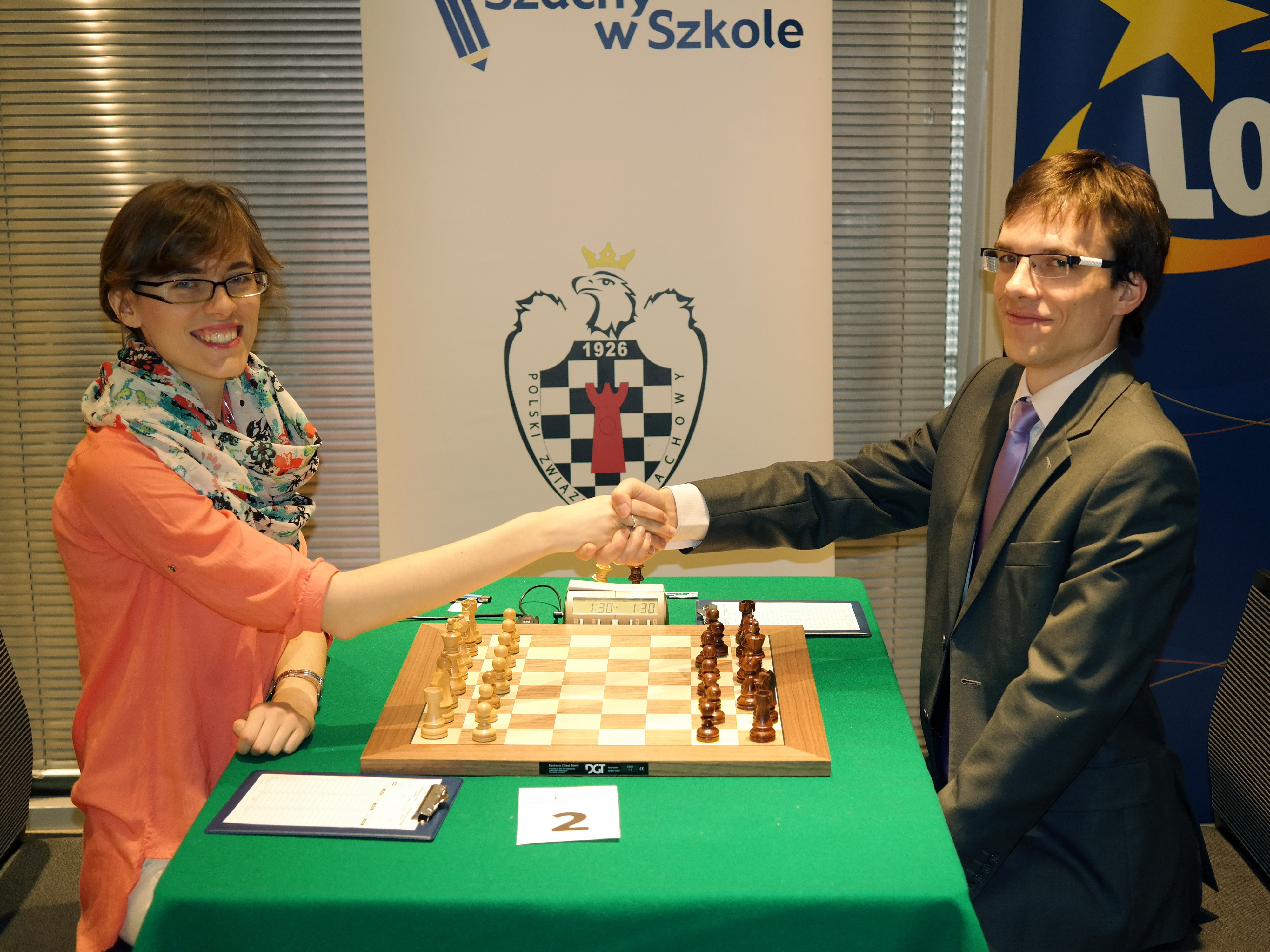
разом зі своєю дружиною Мартою, Варшава 2014

Тричі здобував титул чемпіона Польщі серед юнаків: 1995 року в категорії до 10 років, 1997 — до 12, 2002 — до 18. У 2002 і 2003 роках ставав чемпіоном Європи серед юнаків до 18 років. Виборов звання чемпіона Польщі 2006 року, випередивши Бартоша Соцко і Радослава Войташека. Ще тричі вигравав це звання у 2010-12 роках. На чемпіонатах Польщі 2007 і 2013 років посідав 3-і місця.
Першу гросмейстерську норму виконав 2003 року на турнірі Аерофлот опен у Москві. Того ж року у Балатонлелле виграв срібну медаль на командному чемпіонаті Європи серед юнаків до 18 років. У лютому 2004 року посів п'яте місце на сильному турнірі за швейцарською системою HIT Open у Словенії і взяв участь у чемпіонат світу ФІДЕ 2004 в Триполі. У першому турі цього турніру за олімпійською системою програв Теймуру Раджабову. У січні 2005 року разом з Віктором Михайлевським переміг на турнірі Drammen International. У квітні того самого року посів друге місце (після Золтана Дьїмеші) на чемпіонаті Європейського Союзу в місті Корк. У 2007 році виграв турніри open в Жироні і на Острові Мен (разом з Захаром Єфименком, Михайлом Кобалією, Михайлом Ройзом, Юрієм Яковичем та Віталієм Голодом). Став єдиним серед польських шахістів, хто взяв участь у кубку світу 2009, де в першому раунді переміг Бориса Грачова, а в другому поступився Ю Янґ'ї. 2012 року досягнув значного успіху, поділивши перше місце на турнірі Аерофлот опен (разом з Антоном Коробовим і Павлом Ельяновим). Однак за додатковими показниками був найкращим, що дозволило йому потрапити на престижний турнір Дортмунд.

## Зміни рейтингу
| На цьому місці має відображатися графік чи діаграма, однак з технічних причин його відображення наразі вимкнено. Будь ласка, не видаляйте код, який викликає це повідомлення. Розробники вже працюють для того, щоби відновити штатне функціонування цього графіка або діаграми. | |
| | На цьому місці має відображатися графік чи діаграма, однак з технічних причин його відображення наразі вимкнено. Будь ласка, не видаляйте код, який викликає це повідомлення. Розробники вже працюють для того, щоби відновити штатне функціонування цього графіка або діаграми. |